# Ельдфетль

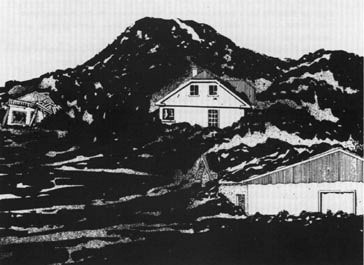
Будинки поховані у вулканічному попелі з Ельдфетлю

Ельдфетль (ісл. Eldfell — вогняна гора) — діючий конусний вулкан (заввишки 200 м над рівнем моря) на острові Геймаей, Ісландія. Останнє виверження вулкана Ельдфетль відбулося в 1973 році, коли вулканічні попіл і лава покрили майже цілий острів, що створило нову майже природну гавань і розширило територію острова на 20 %.
Виверження вулкана розпочалося раптово на околицях міста Геймаей, 23 січня, 1973 року, що спричинило велику кризу для острова і призвело до термінової і постійної евакуації населення. Вулканічний попіл покрив більшість острова, ни́щачи багато будинків. Потік лави загрожував покрити порт — основне джерело живлення острова через його рибацький флот. Було розпочато операцію охолодження наступаючого потоку лави, качаючи морську воду на нього, що виявилось успішним для запобігання втрати порту.
По виверженні, жителі острова використовували ще гарячі застигаючі потоки лави для нагрівання води і вироблення електроенергії. Вони теж використовували тефру (вид вулканічних відходів) для розширення злітної смуги на малому летовищі острова, та для земельної начинки на якій було збудовано 200 нових будинків.
Поруч з Ельдфетлем знаходиться згаслий вулкан Гельґафетль.

## Галерея

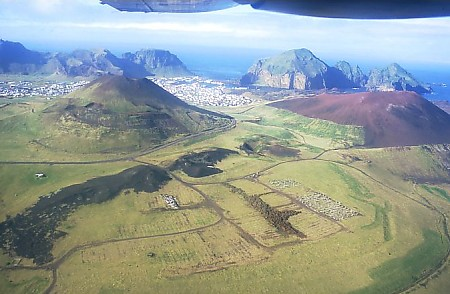
Ельдфетль (праворуч) та Гельґафетль (ліворуч)
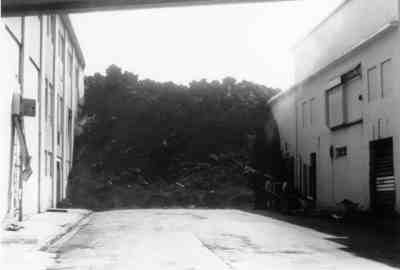
Потік лави на вулиці
Виверження Ельдфетлю - діаграма (польською)
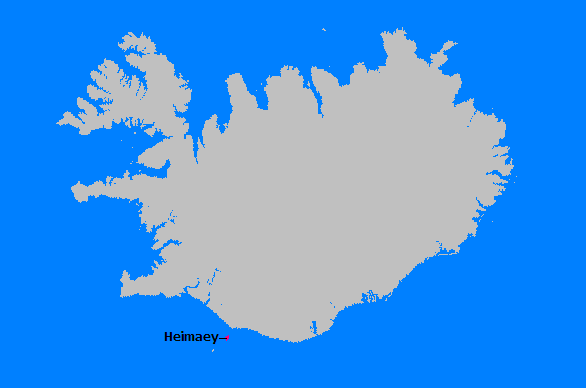
Острів Геймаей